# Пуэнте-де-Истла
Пуэ́нте-де-И́стла (исп. Puente de Ixtla) — город и административный центр одноимённого муниципалитета в мексиканском штате Морелос. Численность населения, по данным переписи 2010 года, составила 21 098 человек.

## Общие сведения
Название города составное. В переводе с испанского, puente означает «мост». «Истла» происходит от слов на языке науатль — itz, «обсидиан» и tla, «изобилие», иначе — «место, богатое обсидианом». Ссылка на мост происходит от древней местной легенды о мосте, построенном дьяволом.
В доиспанский период город был в подчинении у ацтекского города Куэрнавака. Он был остановочным пунктом для караванов, курсировавший между Акапулько и Мехико.